# Alfabet grec
L'alfabet grec (en grec: Ελληνικό αλφάβητο) és un repertori de vint-i-quatre lletres que s'ha fet servir per a escriure la llengua grega des dels segles IX o VIII aC. És el primer alfabet complet, és a dir, un sistema d'escriptura amb caràcters diferents per a cada vocal i cada consonant. Actualment es fa servir per a escriure el grec modern i també per a designar unitats de diversos tipus (en matemàtiques, física, astronomia, etc.). És l'avantpassat de l'alfabet llatí i de l'alfabet ciríl·lic, entre d'altres.

## Història

### Naixement

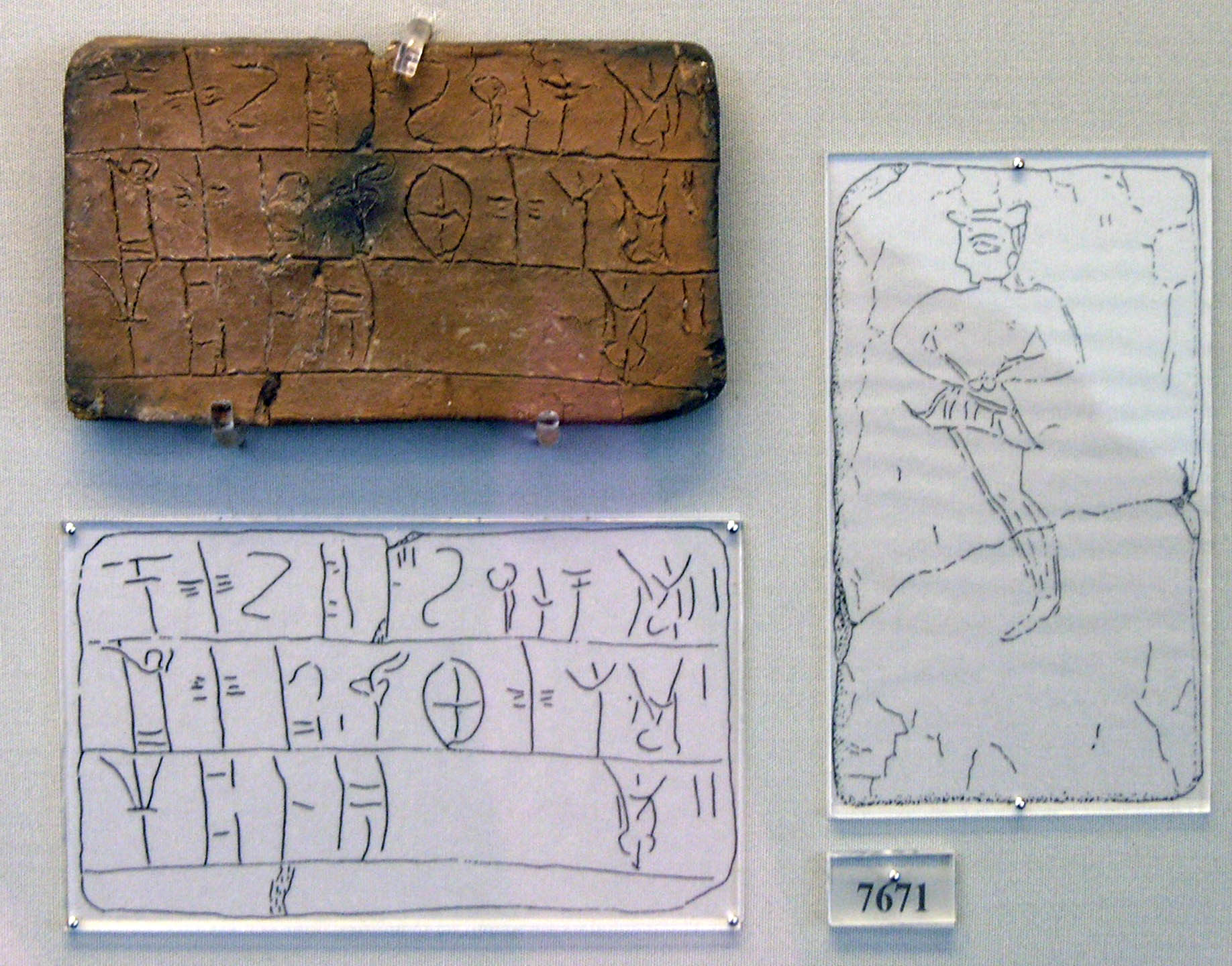
Tauleta en Escriptura Lineal B (Museu Arqueològic Nacional d'Atenes).

L'alfabet grec és un descendent directe de l'alfabet fenici, sense cap relació amb altres sistemes d'escriptura que s'havien fet servir abans per a inscripcions en grec, com l'escriptura lineal B o el sil·labari xipriota.
En concret, l'alfabet adaptat al grec sembla venir d'un alfabet semític concret, una versió cananea o occidental, on les formes de les lletres encara són força semblants a l'alfabet semític original.
Els mateixos grecs antics dels temps clàssics es referien a la seva escriptura com a "lletres fenícies".
Atès que l'alfabet semític no anotava les vocals, els grecs van haver d'adaptar alguns signes fenicis sense valor fonètic en grec per a representar les vocals de la seva llengua. Aquesta aportació pot considerar-se fonamental i va fer possible una transcripció satisfactòria per a les llengües de la família indoeuropea. Tant si se situa l'origen de l'alfabet grec en una antiga variant semítica nord com en el fenici o el proto-cananeu, la innovació essencial de l'alfabet grec és la introducció de les vocals.

### Vocals adaptades de l'alfabet fenici
Les lletres gregues alfa, èpsilon, eta, iota, i òmicron, que corresponen a vocals gregues (o també a una semiconsonant en el cas de iota), tenen correspondència directa amb les lletres de l'alfabet semític en les mateixes posicions de l'alfabet.
Els grecs van adaptar per a les seves vocals algunes de les lletres semítiques per a sons que no calien en grec (com les glotals i faringals, etc.). En concret:
- alfa ← 'alef (oclusiva glotal)
- digamma ← waw (semiconsonant labial)
- èpsilon ← he (fricativa glotal sorda)
- eta ← het (fricativa faringal sorda)
- iota ← iod (semiconsonant palatal)
- òmicron ← `ayn (fricativa faringal sonora)

Les lletres digamma (corresponent a waw, la semiconsonant labial a l'alfabet semític), san (una sibilant anàloga a sigma) i qoppa (corresponent a una oclusiva post-velar a l'alfabet semític) van desaparèixer aviat de l'alfabet, abans del denominat període clàssic. Atès que l'aparició de les lletres minúscules és bastant posterior, no existeixen minúscules d'aquestes tres lletres. En canvi, les lletres ípsilon, fi, khi, psi i omega són afegits dels grecs al final de l'alfabet.
El caràcter sampi és una deformació de la lletra san que es va conservar per a representar el valor numèric 900.

### Noves consonants
El grec va introduir igualment tres noves consonants: « Φ » (fi), « Χ » (khi) i « Ψ » (psi), afegides al final de l'alfabet de manera progressiva i a mesura de llur desenvolupament. Aquestes consonants van compensar l'absència d'una aspiració comparable a la del fenici. En el grup occidental, la khi fou utilitzada per a representar el so de [ks]. i la psi per al so [K]. L'origen d'aquestes lletres és discutit.

### Evolució ulterior
La lletra san ("Ϻ") fou utilitzada alhora que la lletra sigma per al so s, i en l'època clàssica aquesta darrera es preferia a la san, que va desaparèixer. La digamma ("Ϝ") — anomenada al principi "ϝαῦ" / waũ — i la qoppa ("Ϙ") després foren igualment abandonades. La digamma, en efecte, només servia per als dialectes del grup occidental, i la qoppa no tenia pas massa utilitat. Aquests caràcters, tanmateix, van sobreviure en la numeració jònica — on a cada lletra li correspon un valor numèric. De la mateixa manera, la sampi ("Ϡ"), que és aparentment un glif rar de Jònia, fou introduït en la numeració, i tenia un valor de 900.

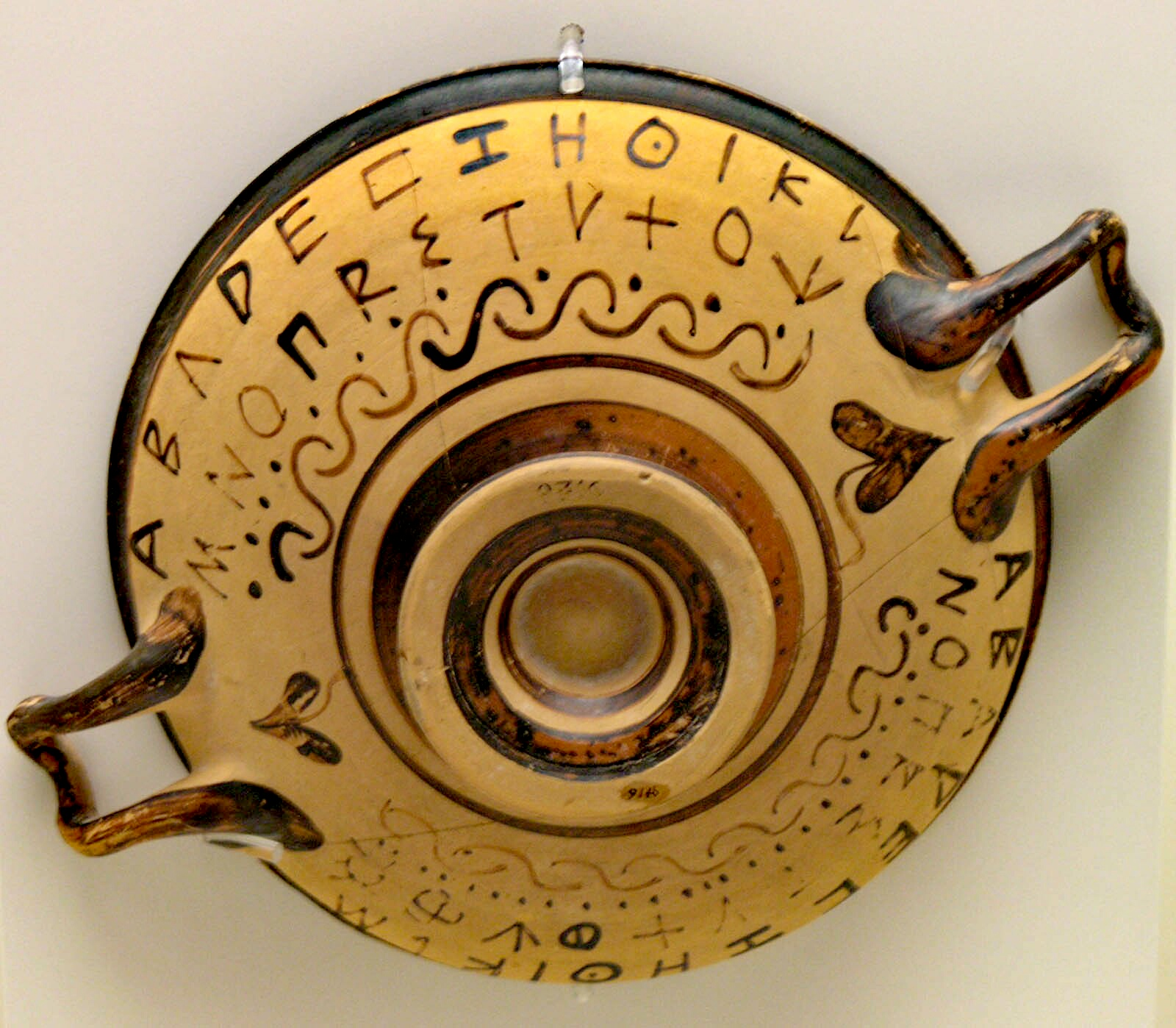
Un alfabet grec arcaic en una ceràmica (Museu Arqueològic Nacional d'Atenes).

### Un alfabet no unificat
Originàriament van existir diverses variants de l'alfabet grec. Les més importants eren l'occidental (grec nord-occidental) i l'oriental (grec jònic). La variant occidental arcaica és l'avantpassat de l'alfabet etrusc, origen de l'alfabet romà (que conserva "F" al lloc on era la digamma o waw, "H" tenia el valor fonètic de fricativa velar, i conserva "Q" al lloc on era la qoppa). En canvi en la variant oriental (que va acabar sent la clàssica, i que donaria origen a l'alfabet ciríl·lic i l'alfabet copte) "H" tenia el valor fonètic d'una vocal. Com que Atenes va adoptar l'any 403 aC la variant oriental, poc després van deixar de fer-se servir les altres formes existents de l'alfabet.
Al principi l'escriptura del grec era bustrofèdica, és a dir, s'escrivia alternant la direcció del text a cada línia de manera que es començava pel costat on s'havia conclòs la línia anterior (d'esquerra a dreta i de dreta a esquerra), invertint tots els caràcters (és a dir, girant les lletres de costat) en aquest procés: talment com un bou quan llaura els camps, d'aquí el nom bustrofèdic (del grec bustrofedon βουστροφηδόν «girant com un bou»). A l'època clàssica el grec ja s'escrivia sempre d'esquerra a dreta, per això, les lletres gregues semblen girades especularment respecte a les lletres semítiques corresponents (que sempre es van escriure de dreta a esquerra).

### Aparició dels diacrítics i de les minúscules
En el període hel·lenístic, Aristòfanes de Bizanci va començar a accentuar les lletres gregues, per facilitar-ne la pronunciació. Durant l'edat mitjana, l'escriptura de l'alfabet grec coneixerà canvis anàlegs als que afecten l'alfabet llatí en la mateixa època: els antics dibuixos són conservats com a escriptura monumental, i l'uncial, i després la minúscula acaben per imposar-se. La lletra sigma ("σ") és escrita « ς » a final dels mots, de la mateixa manera que l'alfabet llatí utilitza l'« S llarga » (escrita « ſ ») a principi o al mig de mot, i una S final (escrita « s ») a final de mot.

#### Els accents
En el grec antic hi havia tres accents:
- ´ L'accent agut, per exemple a δαίμων.
- ` L'accent greu, per exemple a καὶ.
- ῀ L'accent circumflex, per exemple a τιμῆς.

No indicaven la intensitat de la vocal, sinó l'alçada de veu. Més endavant, però, va esdevenir un simple accent d'intensitat.
- ¨En el grec modern, d'altra banda, existeix la dièresi per indicar un hiat, per exemple a ευρωπαϊκό.

#### Els esperits
- ῾ L'esperit aspre marca l'aspiració, per exemple a ὑπέρ, on indica una aspiració al començament del mot, transcrita sovint amb una hac.
- ᾿ L'esperit suau, per contra, marca l'absència d'aspiració, per exemple a ἐλευθερία.

Si el mot començava per vocal, els accents i els esperits podien combinar-se: ἔστιν / ἅπαντας.
El 1982 el sistema d'accentuació anomenat politònic va simplificar-se i es va reemplaçar pel sistema monotònic, on només hi ha un tipus d'accent, que va ser l'accent agut o tancat (´), i es va abandonar també amb aquest canvi d'accentuació l'ús dels esperits.

### Dígrafs i diftongs
Un dígraf és una parella de lletres utilitzades per escriure un sol so o una combinació de sons que no corresponen a cadascuna de les lletres de la seqüència. L'ortografia del grec tenia diversos dígrafs, especialment diversos parells de vocals, abans pronunciades com a diftongs, que actualment es pronuncien com una sola lletra.
Durant el període medieval, l'ús fou pres d'escriure algunes iotes que hom no pronuncia amb la lletra precedent: "ᾳ, ῃ, ῳ"; hom parla de « iota subscrita ».

### El nom de les lletres
Cada lletra de l'alfabet fenici va rebre el nom d'un mot que començava pel so representat per aquesta lletra. Així, àlef, que significa «bou», dona el seu nom a la primera lletra de l'alfabet, «𐤀», bet («casa»), que comença per 𐤁, dona el seu nom a aquesta lletra, i així successivament. Els grecs, en adoptar aquestes lletres, van mantenir el seu nom fenici, o el van modificar lleugerament: ʾàlef va esdevenir alfa, bet, beta, gimel, gamma, etc. Aquests mots manllevats no tenen cap sentit en grec. Per contra, alguns signes afegits o modificats pels grecs tenen un nom amb sentit: ò mikrón vol dir «petita o», i ỗ méga vol dir «gran o». De la mateixa manera, è psilón vol dir «e simple».

## Lletres principals
| Lletra | Nom     | So                                                  | Valor numèric | Alfabet Semític | Alfabet llatí | HTML |
| ------ | ------- | --------------------------------------------------- | ------------- | --------------- | ------------- | ---- |
| Α α    | Alfa    | /a/ /a:/ (a llarga o breu)                          | 1             | Aleph (') /?/   | A             | α    |
| Β β    | Beta    | /b/->/v/                                            | 2             | Beth /b/        | B             | β    |
| Γ γ    | Gamma   | /g/->/ɣ/ /j/(ga,gue,gui,go,gu); /ŋ/ davant de velar | 3             | Gimel /g/       | C, G          | γ    |
| Δ δ    | Delta   | /d/->/ð/                                            | 4             | Daleth /d/      | D             | δ    |
| Ε ε    | Èpsilon | /e/ (e sempre breu)                                 | 5             | He (h) /h/      | E             | ε    |
| Ζ ζ    | Zeta    | /dz/->/z/                                           | 7             | Zain /dz/       | Z             | ζ    |
| Η η    | Eta     | /E:/->/i/ (e sempre llarga)                         | 8             | Heth (h*)       | H             | η    |
| Θ θ    | Theta   | /t_h/->/θ/ (com la z castellana)                    | 9             | Thet (t*)       | -             | θ    |
| Ι ι    | Iota    | /i/ -> /i/ /j/                                      | 10            | Yodh (y) /j/    | I, J          | ι    |
| Κ κ    | Kappa   | /k/                                                 | 20            | Kaph /k/        | K             | κ    |
| Λ λ    | Lambda  | /l/                                                 | 30            | Lamed /l/       | L             | λ    |
| Μ μ    | Mi      | /m/                                                 | 40            | Mem /m/         | M             | μ    |
| Ν ν    | Ni      | /n/                                                 | 50            | Nun /n/         | N             | ν    |
| Ξ ξ    | Ksi     | /ks/                                                | 60            | Samekh (s)      | -             | ξ    |
| Ο ο    | Òmicron | /o/ (o sempre breu)                                 | 70            | Ain ()          | O             | ο    |
| Π π    | Pi      | /p/                                                 | 80            | Pe /p/          | P             | π    |
| Ρ ρ    | ro      | /r/                                                 | 100           | Resh /r/        | R             | ρ    |
| Σ σ,ς  | Sigma   | /s/                                                 | 200           | Shin (sh) /S/   | S             | σ    |
| Τ τ    | Tau     | /t/                                                 | 300           | Taw /t/         | T             | τ    |
| Υ υ    | Ípsilon | /u/->/y/->/i/(u francesa o ü alemanya)              | 400           | De Wau          | V, Y, U, W    | υ    |
| Φ φ    | Fi      | /p_h/->/f/                                          | 500           | origen incert   | -             | φ    |
| Χ χ    | Khi     | /k_h/->/x/ (com la j castellana)                    | 600           | origen incert   | X             | χ    |
| Ψ ψ    | Psi     | /ps/                                                | 700           | origen incert   | -             | ψ    |
| Ω ω    | Omega   | /O:/->/o/(o sempre llarga)                          | 800           | origen incert   | -             | ω    |

## Lletres numèriques
| Lletra | Nom    | So                               | Valor numèric | Alfabet Semític | Alfabet llatí | HTML |
| ------ | ------ | -------------------------------- | ------------- | --------------- | ------------- | ---- |
| Ϛ ϛ    | Stigma | /st/ (obsoleta)                  | 6             | origen incert   | -             |      |
| Ϟ ϟ    | Qoppa  | /k/ (arcaica)                    | 90            | Qoph /q/        | Q             |      |
| Ϡ ϡ    | Sampi  | /s:/ (s sempre llarga) (arcaica) | 900           | origen incert   | -             |      |

## Lletres arcaiques
| Lletra | Nom     | So             | Valor numèric | Alfabet Semític | Alfabet llatí | HTML |
| ------ | ------- | -------------- | ------------- | --------------- | ------------- | ---- |
| Ϝ ϝ    | Digamma | /w/ (arcaica)  | 6             | Wau /w/         | F             |      |
| Ͱ ͱ    | Heta    | /h/ (obsoleta) | –             | Heth (h*)       | -             |      |
| Ϻ ϻ    | San     | /s/ (arcaica)  | –             | Sade (s*) /ts/  | -             |      |
| Ϸ ϸ    | Sho     | /ʃ/ (obsoleta) | –             | origen incert   | -             |      |

### Variants en les grafies
Algunes lletres tenien diverses grafies, la major part heretades de l'escriptura minúscula de l'edat mitjana. Si bé llur utilització és una qüestió de gust, algunes d'aquestes variants tenen fins i tot una codificació separada en la norma Unicode.
- La « ϐ » és una variant[N 2] de la beta « β » (Unicode: 03D0).
- L'èpsilon pot ser representada « ϵ » (« èpsilon lunar », Unicode: 03F5) o « ε ».
- La theta té dues representacions: « θ » i « ϑ » — la segona és freqüent en l'escriptura manuscrita (Unicode: 03D1).
- La khi « ϰ » és una variant manuscrita de la « x » (Unicode: 03F0).
- La pi pot ser escrita « ϖ », forma arcaica de la lletra actual " π " (Unicode: 03D6).
- La ro té dues grafies: « ρ » i « ϱ » (Unicode: 03F1).
- La sigma, en la tipografia estàndard del grec, té dues variants: « σ » i « ς ». La primera es va servir al principi i al mig dels mots, i la segona només al final dels mots. Existeix una variant, la « sigma lunar » " ϲ ", sorgida de l'escriptura medieval (Unicode: 03F2).
- L'ípsilon majúscula (" Υ ") té una variant gràfica, " ϒ " (Unicode: 03D2).
- La lletra fi pot aparèixer amb dues grafies diferents, « φ » o « ϕ » (Unicode: 03D5).

Igual que va passar amb els caràcters llatins, va aparèixer una nova escriptura manuscrita al costat dels caràcters impresos. Algunes lletres prengueren una forma sensiblement diferent de la minúscula medieval i, per tant, de l'escriptura tipogràfica.

## Algunes notes sobre la pronunciació contemporània

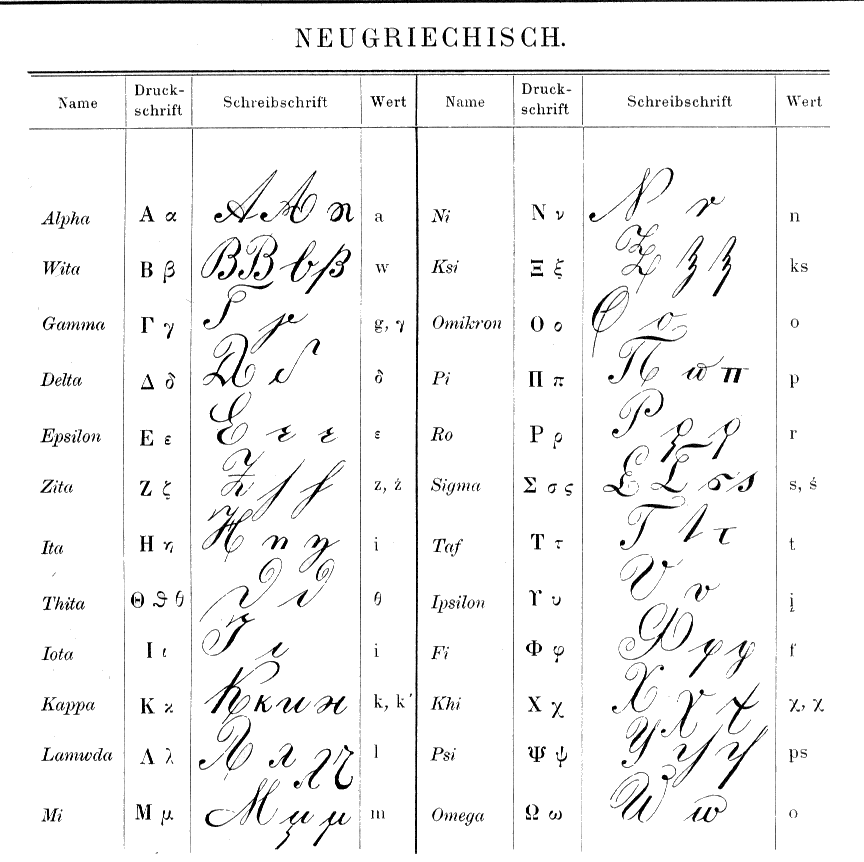
Escriptura actual impresa i manuscrita i pronunciació moderna de les lletres.

En grec modern hi ha tot de fenòmens d'assimilació i palatalització que modifiquen força la pronúncia d'algunes lletres. Resumint i simplificant bastant:
- Sonen [i] les lletres iota, eta, i ípsilon, i les combinacions òmicron + iota, èpsilon + iota, ípsilon + iota
- Sonen [e] la lletra èpsilon i la combinació alfa + iota
- Sona [u] la combinació òmicron + ípsilon
- Sona [av] la combinació alfa + ípsilon
- Sona [ev] la combinació èpsilon + ípsilon
- Sona [iv] la combinació eta + ípsilon
- Beta sona [v] (frivativa labiodental), rere mu sona [b]; la combinació mu + pi sona [b] o [mb] al mig d'una paraula entre vocals
- Delta sona [ð] (fricativa interdental), rere nu sona [d]; la combinació nu + tau sona [d] o [nd] al mig d'una paraula entre vocals
- Gamma sona [ɣ] (fricativa velar) davant [a,o,u], [j] davant [e,i]; rere gamma sona [g]; la combinació gamma+kappa sona [g] o [ŋg] al mig d'una paraula entre vocals
- Diverses consonants pateixen diferents graus de palatalització quan van seguides d'una vocal palatal, o d'una iota i una altra vocal, segons els dialectes del grec modern:
  - Lambda + vocal palatal, o seguida d'una iota i una altra vocal, sona lateral palatal [ʎ], com el dígraf català "ll"
  - Nu + vocal palatal, o seguida d'una iota i una altra vocal, sona nasal palatal [ɲ], com el dígraf català "ny".
  - Mu + vocal palatal, o seguida d'una iota i una altra vocal, sona [m] + nasal palatal
  - Delta, zeta + vocal palatal, o seguida d'una iota i una altra vocal, insereixen una fricativa palato-velar sonora entre mig
  - Ksi, sigma, tau + vocal palatal, o seguida d'una iota i una altra vocal, insereixen una fricativa palato-velar sorda entre mig
  - Gamma + vocal palatal, o seguida d'una iota i una altra vocal, sona fricativa palato-velar sonora [ʝ] (semblant al so inicial de la paraula catalan iogurt)
  - Khi + vocal palatal, o seguida d'una iota i una altra vocal, sona fricativa palato-velar sorda [ç] (com la consonant de la paraula alemanya Ich)

## Escriptura amb ordinador
Durant els primers anys d'escriptura amb ordinador era difícil escriure l'alfabet grec. Actualment, els sistemes més usats són: el joc de caràcters ISO-8859-7, que només permet escriure grec monotònic (adequat per al grec modern), i el sistema Unicode, que permet escriure grec politònic (adequat per al grec antic i modern). Hi ha dos rangs de caràcters Unicode per a l'alfabet grec: grec i copte (U+0370 a U+03FF) i grec estès (U+1F00 a U+1FFF).

## Utilització de l'alfabet grec per a altres idiomes
L'alfabet grec ha estat usat principalment per escriure el grec. No obstant això, altres idiomes a través dels segles han utilitzat aquest alfabet.

### Exemples antics
- La majoria d'alfabets d'Àsia Menor, utilitzats entre el 800 aC i el 300 aC per escriure llengües com el lidi o el frigi eren l'alfabet grec antic amb petites modificacions, així com ho era l'alfabet etrusc original.
- Algunes llengües paleobalcàniques, inclòs el traci. Per a altres llengües o dialectes veïns, com ara l'antic macedoni, s'han conservat molts fragments en textos grecs, però no ens han arribat texts continuats.
- L'alfabet grecoibèric fou usat per escriure l'antic iber en parts de la moderna Península Ibèrica.
- Algunes inscripcions gal·les en la moderna França utilitzen l'alfabet grec (c. 300 aC)
- El text hebreu de la Bíblia fou escrit amb lletres gregues en l'Hexapla d'Orígenes.
- El bactrià i les llengües iràniques parlades en el que avui és l'Afganistan, s'escrivien amb alfabet grec durant l'Imperi Kuixan (65–250 AD). Va afegir una lletra extra (Ϸ) per al so xeix.[3]
- L'alfabet copte va afegir vuit lletres derivades del demòtic. Encara s'utilitza actualment, sobretot a Egipte, per escriure el copte, la llengua litúrgica dels cristians egipcis. Les lletres usualment mantenen una forma uncial diferent de les formes actualment utilitzades pel grec.

#### Edat mitjana
- Un fragment del segle viii en àrab conté un text en alfabet grec.
- Una inscripció en antic osseta dels segles X-XII trobada a Arxyz, el testimoni més antic conegut en llengua osseta.
- L'antic nubi de Makuria (modern Sudan) afegeix tres lletres coptes, dues lletres derivades de l'escriptura meroítica, i un dígraf de dues gammes gregues usades per representar el so de nasal velar sonora.
- Diversos dialectes eslaus meridionals, similars als moderns búlgar i macedònic, foren escrits en alfabet grec.[4][5][6][7] Les modernes llengües eslaves del sud ara utilitzen alfabets ciríl·lics modificats.

#### Edat moderna

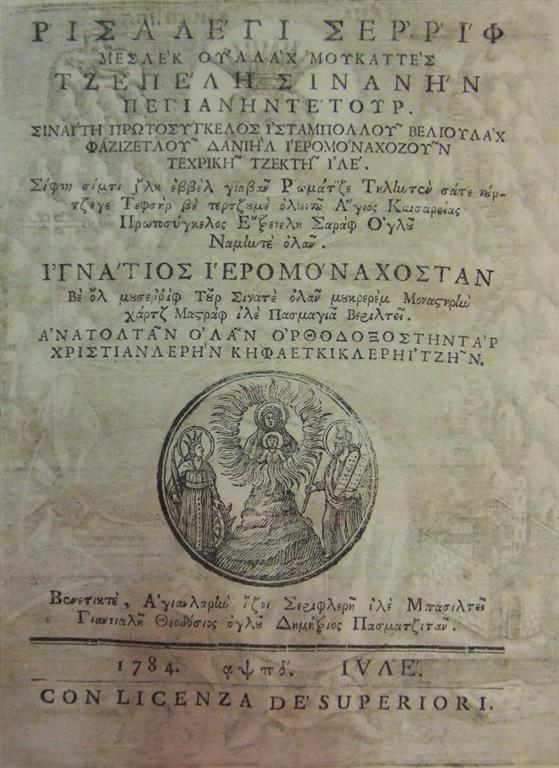
Portada d'un llibre del imprès en turc karamanli

- El turc parlat pels cristians ortodoxos (karamanlis) era escrit sovint amb alfabet grec, i anomenat karamanlidika.
- L'albanès tosc era escrit sovint utilitzant l'alfabet grec. Va començar a fer-ho pels volts del 1500[8]. La impremta situada a Moscopole va publicar diversos texts albanesos en alfabet grec durant el segle xviii. Fou només en 1908 que la conferència de Monastir va estandarditzar una ortografia llatina per al tosc i el gueg. L'alfabet grec s'utilitza ocasionalment en els dialectes locals albanesos (arvanític) a Grècia.
- L'aromanès (Vlach) ha estat escrit amb lletres gregues. No hi ha encara cap ortografia estandarditzada per a l'aromanès, però sembla que se n'adoptarà una basada en el romanès.
- El gagaús, una llengua turquesa del nord-est dels Balcans.
- El gagaús turc-balcànic, una llengua turquesa parlada per un petit grup de cristians ortodoxos al nord de Grècia.
- Urum o tàtar grec.

### En matemàtiques i ciències
Els símbols grecs s'utilitzen tradicionalment com a noms en matemàtiques, física i altres ciències. Molts símbols tenen usos tradicionals, com la lletra minúscula èpsilon (ε) per a un nombre positiu arbitràriament petit, la pi minúscula (π) per a la relació de la circumferència d'un cercle respecte al seu diàmetre, la sigma majúscula (Σ) per a sumatori i la sigma minúscula (σ) per a desviació tipus.

### Transliteració
Existeixen molts mètodes diferents per transcriure textos grecs o noms grecs a l'alfabet llatí. Com en altres transcripcions, poden variar segons quina sigui la llengua de destinació.
En el cas del català, hi ha una proposta de l'Associació Catalana de Neohel·lenistes a l'Institut d'Estudis Catalans, no aprovada encara, que es podria resumir de la manera següent:
| Alfabet grec      | Proposta ACNH de transcripció simplificada                                                        | Exemple                                                                | Pronunciació aproximada |
| α                 | a                                                                                                 | Ανδρέας > Andreas, Γαβράς > Gavràs                                     | ?                       |
| α + ι             | e                                                                                                 | Αιγινήτης > Eginitis, Φαίδων > Fédon                                   | ?                       |
| α + ι+dieresi     | ai                                                                                                | Γαΐτης > Gaïtis, Μωραϊτίδης > Moraitidis                               | ?                       |
| α+accent + ι      | ai                                                                                                | Πάικο > Paiko                                                          | ?                       |
| α + υ             | av (no diferencia entre [af] o [av])                                                              | Αυγέρης > Avgeris, Αυξεντίου > Avxendiu, Ναυαρχόπουλος > Navarkhópulos | ?                       |
| α + υ+dieresi     | ai                                                                                                | αϋπνία > aipnia                                                        | ?                       |
| α+accent + υ      | ai                                                                                                | άυπνος > aipnos                                                        | ?                       |
| β                 | v                                                                                                 | Βαφειάδης > Vafiadis, Καρκαβίτσας > Karkavitsas                        | ?                       |
| ββ                | v (no diferencia doble en original grec)                                                          | Καββαδίας > Kavadias                                                   | ?                       |
| γ                 | g (no diferencia so fricatiu velar)                                                               | Αμοργός > Amorgós                                                      | ?                       |
| γ + ε,ι           | g (no diferencia so fricatiu palatal, assumeix analogia fricativa prepalatal catalana davant e,i) | Γιάννης > Giannis                                                      | ?                       |
| γγ                | ng(u) -- ('g', però 'gu' davant e, i)                                                             | Αγγελόπουλος > Anguelópulos                                            | ?                       |
| γκ (inicial)      | g(u) -- ('g', però 'gu' davant e, i)                                                              | Γκάτσος > Gatsos                                                       | ?                       |
| γκ (medial)       | ng(u) -- ('g', però 'gu' davant e, i)                                                             | Ραγκαβής > Rangavís                                                    | ?                       |
| γξ                | nx                                                                                                | πλάστιγξ > plàstinx                                                    | ?                       |
| γχ                | nkh                                                                                               | Αγχίαλος > Ankhíalos                                                   | ?                       |
| δ                 | d (no diferencia so fricatiu dental)                                                              | Δουκάκης > Dukakis, Βασιλειάδης > Vasiliadis                           | ?                       |
| ε                 | e                                                                                                 | Αλέξανδρος > Aléxandros                                                |                         |
| ε + ι             | i                                                                                                 | Ζαφείρης > Zafiris                                                     | ?                       |
| ε + ι+dieresi     | ei                                                                                                | ζεϊμπέκικος > zeimbékikos                                              | ?                       |
| ε+accent + ι      | ei                                                                                                | Βέικος > Veikos                                                        | ?                       |
| ε + υ             | ev (no diferencia entre [ef] o [ev])                                                              | Ευαγγελία > Evanguelia, Ευγενίδης > Evgenidis, Πευκάκι > Pevkaki       | ?                       |
| ζ                 | z                                                                                                 | Ζάκυνθος > Zàkinthos, Λάζαρος > Làzaros                                | ?                       |
| η                 | i                                                                                                 | Ηρακλής > Iraklís, Μιχαήλ > Mikhaïl                                    | ?                       |
| θ                 | th                                                                                                | Θεμέλης > Themelis, Παρθένης > Parthenis                               | ?                       |
| ι                 | i                                                                                                 | Ιακωβίδης > Iakovidis                                                  | ?                       |
| κ                 | k                                                                                                 | Κληρίδης > Kliridis, Βασιλική > Basilikí                               | ?                       |
| κκ                | k (no diferencia doble en original grec)                                                          | Χάκκας > Khakas                                                        | ?                       |
| λ                 | l (no diferencia l+i com a palatal)                                                               | Λαμπράκης > Lambrakis, Ηλίας > Ilias                                   | ?                       |
| λλ                | l·l (diferenciant doble en original grec)                                                         | Σακελλαρίου > Sakel·lariu                                              | ?                       |
| μ                 | m (no diferencia m+i com a palatal)                                                               | Μητροπόλου > Mitropolu                                                 | ?                       |
| μμ                | mm (diferenciant doble en original grec)                                                          | Εμμανουήλ > Emmanuïl                                                   | ?                       |
| μπ inicial        | b                                                                                                 | Μπελογιάννης > Belogiannis                                             | ?                       |
| μπ medial         | mb                                                                                                | Λαμπέτης > Lambetis, Μπαμπινιώτης > Bambiniotis                        | ?                       |
| μπ rere consonant | b                                                                                                 | μπαρμπούτι > barbuti                                                   | ?                       |
| ν                 | n (no diferencia n+i com a palatal)                                                               | Βενέζης > Venezis, Καστανιώτης > Kastaniotis                           | ?                       |
| νν                | nn (diferenciant doble en original grec)                                                          | Ιωάννου > Ioannu                                                       | ?                       |
| ντ inicial        | d                                                                                                 | Νταλάρας > Dalaras                                                     | ?                       |
| ντ medial         | nd                                                                                                | Αντιγόνη > Andigoni                                                    | ?                       |
| ντ rere consonant | d                                                                                                 | πατιρντί > patirdí                                                     | ?                       |
| ξ                 | x                                                                                                 | Ξαρχάκος > Xarkhakos, Μεταξάς > Metaxàs                                | ?                       |
| ο                 | o                                                                                                 | Δράκος > Drakos                                                        | ?                       |
| ο + ι             | i                                                                                                 | Oικονόμου > Ikonomu                                                    | ?                       |
| ο + ι+dieresi     | oi                                                                                                | Ροΐδης > Roïdis, Ροϊλός > Roilós                                       | ?                       |
| ο+accent + ι      | oi                                                                                                | κομπολόι > komboloi                                                    | ?                       |
| ο + υ             | u                                                                                                 | Λουκάς > Lukàs, Αλεξίου > Alexiu                                       | ?                       |
| π                 | p                                                                                                 | Παναγιώτης > Panagiotis                                                | ?                       |
| ππ                | p (no diferencia doble en original grec)                                                          | Κάππος > Kapos                                                         | ?                       |
| ρ                 | r                                                                                                 | Ριζάρης > Rizaris, Παρασκευή > Paraskeví                               | ?                       |
| ρρ                | rr (entre vocals, com en grec)                                                                    | Παπαρρηγόπουλος > Paparrigópulos                                       | ?                       |
| σ                 | s (sense diferenciar entre vocals si en català sona com -ss-)                                     | Σαράφης > Sarafis, Σπύρος > Spiros                                     | ?                       |
| σσ                | ss (diferencia doble en original grec)                                                            | Οδυσσέας > Odisseas                                                    | ?                       |
| τ                 | t                                                                                                 | Τάσος > Tasos, Γαμβέτας > Gambetas                                     | ?                       |
| ττ                | t (no diferencia doble en original grec)                                                          | Βρεττάκος > Vretakos                                                   | ?                       |
| τσ                | ts                                                                                                | Τσάτσος > Tsatsos                                                      | ?                       |
| τζ                | tz                                                                                                | Τζαβέλας > Tzavelas, Καζαντζάκης > Kazantzakis                         | ?                       |
| υ (com a vocal)   | i                                                                                                 | Βρυζάκης > Vrizakis, Μυριβίλης > Miribilis                             | ?                       |
| φ                 | f                                                                                                 | Φίλιππος > Fílipos, Κεφαλληνός > Kefal·linós, Εφταλιώτης > Eftaliotis  | ?                       |
| χ                 | kh                                                                                                | Χαριστέας > Kharisteas, Λειχούδης > Likhudis                           | ?                       |
| ψ                 | ps                                                                                                | Ψυχάρης > Psikharis                                                    | ?                       |
| ω                 | o                                                                                                 | Κοσκωτάς > Koskotàs                                                    | ?                       |

### Lletres gregues a l'AFI
L'alfabet fonètic internacional o AFI fa servir algunes lletres gregues per a representar alguns sons, en concret aquestes lletres gregues:
- alfa per vocal oberta posterior no arrodonida
- beta per consonant fricativa bilabial sonora
- gamma, però lleugerament modificada, per consonant fricativa velar sonora
- èpsilon per vocal semioberta anterior no arrodonida, o E oberta
- theta per consonant fricativa interdental sorda
- fi per consonant fricativa bilabial sorda
- khi per consonant fricativa uvular sorda

## Alfabets derivats

El primer Abecedarium etrusc, de Marsiliana d'Albegna, gairebé idèntic als alfabets grecs arcaics contemporanis

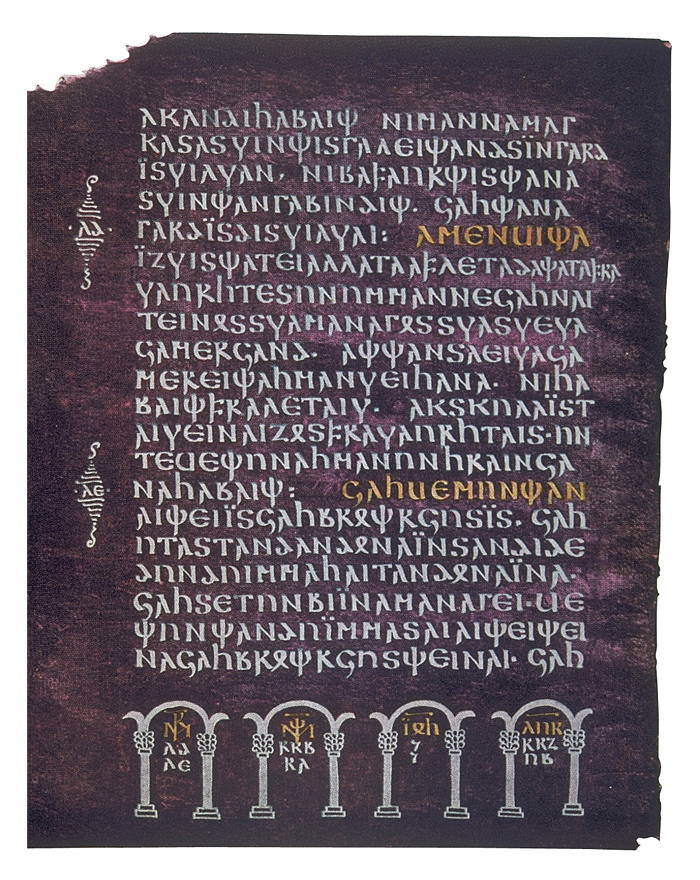
Una pàgina del Codex Argenteus, un manuscrit bíblic del segle sisè en gòtic

L'alfabet grec va ser el model per a diversos altres:
- L'alfabet etrusc (i per tant l'alfabet llatí, que va evolucionar a partir d'aquest)
- L'alfabet gòtic, ideat al segle iv per escriure el gòtic, basat en una combinació dels models llatí i grec.
- L'alfabet glagolític, ideat al segle ix per escriure l'antic eslau
- L'alfabet ciríl·lic, que va reemplaçar l'alfabet glagolític poc després.

És considerat també un possible avantpassat de l'alfabet armeni, que al seu torn va influir sobre el desenvolupament de l'alfabet georgià.